# 담황색안테키누스
담황색안테키누스(Antechinus mysticus)는 주머니고양이과에 속하는 유대류의 일종이다. 안테키누스속에 포함된다.